# Horror Music - The Best of Death SS
Horror Music, The Best of Death SS, pubblicata nel 1996 dalla Lucifer Rising, è una raccolta dei Death SS, che include alcuni tra i brani più noti della band, registrati dalla band tra il 1977 e il 1991, cioè nel periodo che va dal debutto della band alla pubblicazione di Heavy Demons.

## Tracce
1. The night of the witch – 3:37
2. Profanation – 4:38
3. Spiritualist séance – 4:52
4. Zombie – 5:19
5. Terror – 8:09
6. Vampire – 5:42
7. Horrible eyes – 5:23
8. Cursed mama – 5:08
9. Kings of evil (Extended Remix) – 4:33
10. In the darkness – 5:06
11. The Mandrake root – 3:24
12. Where have you gone? – 3:32
13. Heavy demons (Remix 1992) – 4:36
14. Black and violet (Previously unreleased 1995 version) – 4:54
15. Chains of death (Previously unreleased 1995 version) – 5:29

## Formazione
- Steve Sylvester (The Vampire) - voce
- Paul Chain (The Death) - chitarra, organo, cori e voce
- Sanctis Ghoram (The Necromancer) - voce
- Claud Galley (The Zombie) - chitarra
- Cristian Wise - chitarra
- Kurt Templar - chitarra
- Kevin Reynolds - chitarra
- Jason Minelli - chitarra
- Al Priest - chitarra
- Danny Hughes (The Mummy) - basso
- Erik Landley - basso
- Marc Habey - basso
- Andy Barrington - basso
- Tommy Chaste (The Werewolf) - batteria
- Boris Hunter - batteria
- Ross Lukather - batteria